# 랑엔펠트 (바이에른주)

랑엔펠트(Langenfeld)는 독일 바이에른주의 도시이다.